# Live at the Astoria, London (31.10.07)
Live At The Astoria, London (31.10.07) – pierwszy album koncertowy southern rockowego zespołu Black Stone Cherry. Został wydany 31 października 2007 przez Concert Live. Zawiera dwie płyty z występem zespołu w Astorii w Londynie, który był ostatnim koncertem na trasie. Wydany został w limitowanej liczbie 1000 kopii.

## Lista utworów

### CD 1
1. „Rain Wizard” – 3:40
2. „Backwoods Gold” – 3:24
3. „Yeah Man” – 3:15
4. „Rollin’ On” – 6:38
5. „Violator Girl” – 4:13
6. „Big City Lights” – 5:40
7. „Hell & High Water” – 4:09
8. „Shapes of Things” – 3:17
9. „Folsom Prison Blues” – 6:51

### CD 2
1. „Crosstown Woman” – 4:35
2. „Hoochie Coochie Man” – 4:57
3. „Drum Solo (In the middle of Hoochie Coochie Man)” – 4:54
4. „End of Hoochie Coochie Man” – 1:46
5. „Lonely Train” – 5:00
6. „Shooting Star” – 5:46
7. „Maybe Someday” – 4:16
8. „Guitar solos” – 4:06
9. „Voodoo Child (Slight Return)” – 5:10

## Wykonawcy
- Chris Robertson – wokal, gitara rytmiczna
- Ben Wells – gitara prowadząca, chórki
- Jon Lawhon – gitara basowa, chórki
- John Fred Young – perkusja, chórki